# Jules Catoire
Pour les articles homonymes, voir Catoire.
Jules Catoire, né le 31 janvier 1899 à Beaurains (Pas-de-Calais) et mort le 15 décembre 1988 à Arras (Pas-de-Calais), est un syndicaliste, résistant et homme politique français.

## Biographie
Jules Eugène Édouard Catoire naît à Beaurains le 31 janvier 1899, fils de Jules Joseph Catoire, comptable, et d'Amélie Odile Delaigle.
Il fait ses études primaires au collège saint-Joseph d'Arras. Ses parents fuient le département lors de l'exode qui suit l'invasion de la région par les Allemands en 1914. Il est ouvrier agricole, garçon épicier. En 1917, Jules Catoire est engagé comme surveillant au collège de Villers-Bretonneux, dans la Somme.
Jules Catoire est mobilisé au 33e régiment d’infanterie d’Arras dès 1918 puis au 509e régiment de chars de combat à Lille, il est promu sous-lieutenant en septembre 1920, puis démobilisé en avril 1921.
Il se marie en juillet 1922 avec Jeanne Ringeval (1904-1992), le couple donne naissance à deux enfants.
Toute sa vie est marquée par son engagement soutenu de syndicaliste chrétien.

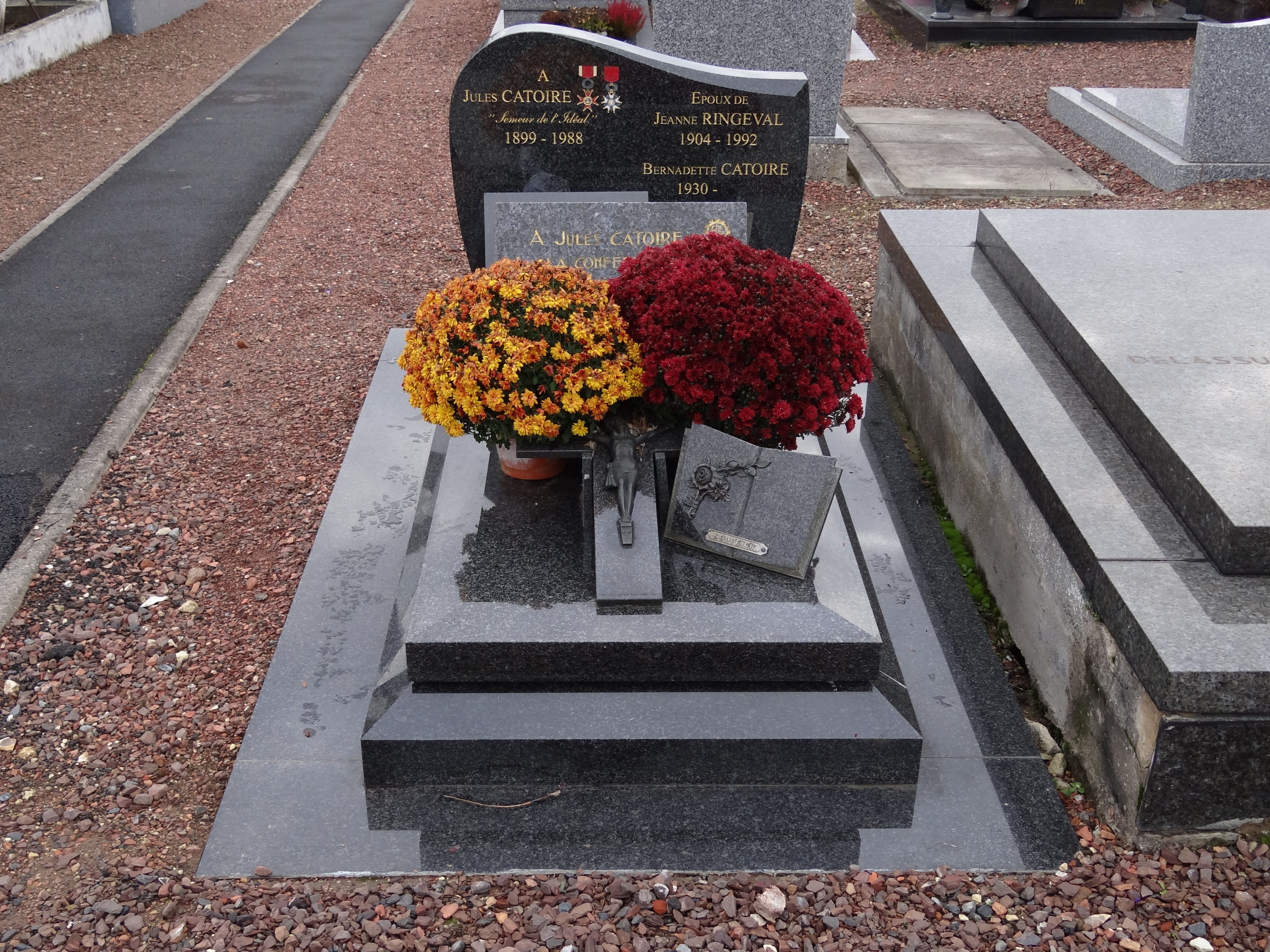
La tombe de Jules Catoire au cimetière de Saint-Nicolas-lez-Arras (Pas-de-Calais).

Il meurt le 15 décembre 1988, à l'âge de 89 ans.

## Syndicaliste chrétien
Jules Catoire rencontre l’abbé Paul Six au secrétariat social de Lille, puis le directeur des Œuvres diocésaines d’Arras, le vicaire général Paul Hoguet. Démobilisé en avril 1921, Jules Catoire entre au secrétariat de l’Union des Œuvres catholiques et sociales et le reste jusqu'en 1924. Il est l'un des premiers militants-fondateurs, avec Jules Pruvost, de la CFTC-Mines, fondée le 17 juin 1923 à Allouagne, qui s'appelle d'abord « Syndicat libre des mineurs », et qui devient le fer de lance de l'Union départementale CFTC (confédération française des travailleurs chrétiens) du Pas-de-Calais, avec de fortes personnalités comme Louis Delaby et Louis Beugniez. De 1924 à 1936, Jules Catoire est secrétaire général de l’Union départementale des syndicats libres du Pas-de-Calais puis il est le secrétaire délégué de 1925 à 1950 de la Fédération des syndicats chrétiens des mineurs. Élu membre du bureau confédéral de la CFTC en 1934, il en est le vice-président de 1936 à 1945.
Pendant la guerre, il fait partie de la délégation nationale des syndicalistes chrétiens qui rencontre des responsables de la CGT (Confédération générale du travail) afin de préparer les échéances sociales de l'après-guerre.
À la fin de la guerre, il est l'un des fondateurs du journal Nord-Éclair à Roubaix
Sa carrière politique prend fin avec sa défaite aux élections de 1958. Il s'investit dès lors dans des activités caritatives. À partir de 1964, après la scission intervenue au sein de la confédération française des travailleurs chrétiens (séparation de l'aile gauche qui va former la confédération française démocratique du travail C.F.D.T.), il travaille à la défense de la C.F.T.C. « maintenue ». Il anime également le groupe de spiritualité des parlementaires français, qu'il a créé avec Noël Barrot en 1956 et va, à ce titre emmener plus de trois cents parlementaires français à Rome rencontrer le pape Jean Paul II, en audience privée, en février-mars 1981.

## Action dans la résistance
Mobilisé comme capitaine de réserve, ce que Jules Catoire est depuis 1935, au 509e régiment de chars de combat à Maubeuge puis dans un régiment de chars de combat en Bretagne,il reste sous les drapeaux du 20 septembre 1939 au 2 juillet 1940. Il réagit à l'appel du général de Gaulle : « J’ai entendu personnellement l’appel du  18 juin,  nous  étions  là entre  officiers,  occupés mais  pas  encore  prisonniers. De Gaulle nous apparaissait comme le sauveur militaire du pays et De Gaulle aussi était des chars, le père des chars (...), il y avait une certaine fierté de notre part, c’était un gars des chars qui prenait l’étendard ».
Opposé à la charte du travail du 4 octobre 1941 du régime de Vichy, très vite, il s'implique dans la résistance syndicale en participant à la survie clandestine de la CFTC, officiellement dissoute en novembre 1940. Dans la résistance, il porte le nom de code « Dartois », témoignage de son attachement à sa région d'origine, Plus tard, aidé notamment par Joseph Sauty, Louis Delaby et Joseph Martin, il sera responsable de la diffusion des Cahiers du Témoignage chrétien pour le département du Pas-de-Calais. Il assurera également la diffusion du journal clandestin La Voix du Nord du mouvement Voix du Nord et s'engage aussi en 1943 au sein de l'Organisation civile et militaire (OCM) dans le Nord-Pas de Calais. Il sera nommé, plus tard, liquidateur du réseau « Témoignage chrétien ». Les paquets de journaux clandestins parvenaient à la centrale syndicale de Lens dans les camions du secours national. Recherché par la gestapo avec son fils, il se réfugie dans les mines jusqu'à la Libération. Il est choisi comme secrétaire du comité départemental de libération du Pas-de-Calais, dont il est l'un des fondateurs, en 1944, puis cède son poste à Guy Mollet.
À la libération, il est délégué par son syndicat pour siéger à l'Assemblée consultative provisoire (1944-1945).

## Carrière politique

### Mandats
Jules Catoire est conseiller municipal d'Arras de mai 1945 jusqu'en 1949.
Il est élu député du Mouvement républicain populaire du département du Pas-de-Calais en 1946 et le reste, constamment réélu, jusqu'en 1958.
Il est le porte-parole de son mouvement à l'Assemblée Nationale lors des grands débats sur la nationalisation des mines du Nord-Pas-de-Calais, et contribue à la mise en place d'un statut des mineurs tenant compte des difficultés du métier. Il prend une part importante aux débats aboutissant à la création des Houillères du bassin du Nord et du Pas-de-Calais et de juin 1946 à 1950, année où il démissionne, il en est le vice-président.
Il se distingue à l'Assemblée par sa sensibilité aux questions sociales
Partisan du dialogue, « savoir regarder sans défier », il s'investit dans les rencontres entre les membres de la troisième force.
Avec son groupe, Jules Catoire vote contre la Communauté européenne de défense le 30 août 1954. Le 4 février 1955, il refuse de voter la confiance au gouvernement Pierre Mendès-France et participe ainsi à la chute du cabinet
En juin 1958, il vote la confiance au général de Gaulle, les pleins pouvoirs au gouvernement et la révision constitutionnelle.

### Fonctions gouvernementales
Jules Catoire va remplir différentes fonctions gouvernementales sous la Quatrième République :
- Ministre des Anciens combattants et des Victimes de la guerre du gouvernement Robert Schuman (2) (du 5 au 7 septembre 1948) ;
- Sous-secrétaire d'État à la Santé publique et à la Population du gouvernement Henri Queuille (1) (du 11 septembre 1948 au 5 octobre 1949) ;
- Secrétaire d'État à la Santé publique et à la Population du gouvernement René Pleven (1) (du 12 juillet 1950 au 28 février 1951) ;
- Secrétaire d'État à la Santé publique et à la Population du gouvernement Henri Queuille (3) (du 10 mars 1951 au 10 juillet 1951).

## Distinctions
- Chevalier de la Légion d'honneur[2].
- Médaille de la Résistance française (décret du 31 mars 1947)[2].
- Chevalier de l'ordre de Saint-Grégoire-le-Grand en 1934[2].